# Jamie Petrowski
James Stanley Petrowski (Terre Haute, Indiana, 12 de julho de 1982) é um ex jogador de futebol americano que jogava na posição de tight end na National Football League. Jamie estudou na North Vigo High School. Jogou college football pela Indiana State University onde atuou como HB e TE onde foi nomeado First-team All-Gateway e Third-team AP All-American em 2005.
Em 2006, Jamie Petrowski se inscreveu no Draft da NFL porém acabou sendo selecionado por nenhum time. Porém pouco depois ele assinou um contrato com o Tennessee Titans indo para lá como undrafted free agent, mas em 2008 Petrowski foi cortado.
Em 2008, Petrowski foi para o Indianapolis Colts atuando principalmente no practice squad. Jamie Petrowski ainda não atuou em nenhuma partida como profissional na liga em temporada regular.
Em 6 de setembro de 2009, Jamie Petrowski foi cortado pelos Colts mas retornou ao time pouco tempo depois no practice squad. Em 2010, o jogador assinou com o Carolina Panthers. Entre 2011 e 2012 ele jogou pelo Las Vegas Locomotives da UFL.